# Niek van Heijst
Nicolaas "Niek" van Heijst (25 juli 1954 – Utrecht, 28 januari 2006) was een Nederlandse natuurbeschermer, en tot aan zijn dood directeur van het Wereld Natuur Fonds (WNF) in Nederland.
Van 1995 tot 2003 bekleedde Van Heijst de functie van adjunct-directeur bij Staatsbosbeheer. Vervolgens maakte hij de overstap naar het Wereld Natuur Fonds.
Van Heijst was een actief klarinetspeler in het Utrechtse orkest Tegenwind.
Op 51-jarige leeftijd overleed Niek van Heijst onverwachts in zijn slaap.